# Saison 2024 de l'équipe cycliste Astana Qazaqstan
La saison 2024 de l'Astana Qazaqstan Team est la dix-huitième de cette équipe.

## Coureurs et encadrement technique

### Effectif
| Coureur             | Date de Nais.     | Nationalité     | Équipe en 2023                | Vict. | Cont.             | Maillot dist.              |
| ------------------- | ----------------- | --------------- | ----------------------------- | ----- | ----------------- | -------------------------- |
| Davide Ballerini    | 21 septembre 1994 | Italie          | Soudal Quick-Step             | 0     | 01/2024 - 12/2026 |                            |
| Samuele Battistella | 14 novembre 1998  | Italie          | Astana Qazaqstan              | 0     | 01/2021 - 12/2024 |                            |
| Alberto Bettiol,    | 29 octobre 1993   | Italie          | EF Education-EasyPost         | 0     | 08/2024 - 12/2027 | - Route                    |
| Cees Bol            | 27 juillet 1995   | Pays-Bas        | Astana Qazaqstan              | 0     | 01/2023 - 12/2025 |                            |
| Gleb Brussenskiy    | 18 avril 2000     | Kazakhstan      | Astana Qazaqstan              | 0     | 01/2022 - 12/2024 |                            |
| Mark Cavendish      | 21 mai 1985       | Grande-Bretagne | Astana Qazaqstan              | 3     | 01/2023 - 12/2024 |                            |
| Anthon Charmig      | 25 mars 1998      | Danemark        | Uno-X Pro Cycling Team        | 0     | 01/2024 - 12/2025 |                            |
| Igor Chzhan         | 2 octobre 1999    | Kazakhstan      | Astana Qazaqstan              | 0     | 01/2023 - 12/2024 |                            |
| Yevgeniy Fedorov    | 16 février 2000   | Kazakhstan      | Astana Qazaqstan              | 1     | 01/2021 - 12/2026 | - Contre-la-montre         |
| Lorenzo Fortunato   | 9 mai 1996        | Italie          | Eolo-Kometa                   | 0     | 01/2024 - 12/2025 |                            |
| Gianmarco Garofoli  | 6 octobre 2002    | Italie          | Astana Qazaqstan              | 0     | 01/2023 - 12/2024 |                            |
| Michele Gazzoli     | 4 mars 1999       | Italie          | Astana Qazaqstan Development  | 0     | 01/2024 - 12/2025 |                            |
| Yevgeniy Gidich     | 19 mai 1996       | Kazakhstan      | Astana Qazaqstan              | 0     | 01/2018 - 12/2024 |                            |
| Dmitriy Gruzdev     | 13 mars 1986      | Kazakhstan      | Astana Qazaqstan              | 3     | 01/2012 - 12/2024 | - Route - Contre-la-montre |
| Max Kanter          | 22 octobre 1997   | Allemagne       | Movistar                      | 1     | 01/2024 - 12/2025 |                            |
| Anton Kuzmin        | 4 mars 1999       | Kazakhstan      | Almaty Astana Motors          | 0     | 01/2024 - 12/2025 |                            |
| Alexey Lutsenko     | 7 septembre 1992  | Kazakhstan      | Astana Qazaqstan              | 2     | 01/2013 - 12/2024 |                            |
| Harold Martín López | 3 décembre 2000   | Équateur        | Astana Qazaqstan Development  | 0     | 01/2024 - 12/2025 |                            |
| Daniil Marukhin     | 13 février 1999   | Kazakhstan      | Vino SKO Team                 | 0     | 01/2024 - 12/2024 |                            |
| Henok Mulubrhan     | 11 novembre 1999  | Érythrée        | VF Group-Bardiani CSF-Faizane | 1     | 01/2024 - 12/2025 | - Route                    |
| Michael Mørkøv      | 30 avril 1985     | Danemark        | Soudal Quick-Step             | 0     | 01/2024 - 12/2024 |                            |
| Vadim Pronskiy      | 4 juin 1998       | Kazakhstan      | Astana Qazaqstan              | 0     | 01/2020 - 12/2024 |                            |
| Christian Scaroni   | 16 octobre 1997   | Italie          | Astana Qazaqstan              | 0     | 07/2022 - 12/2026 |                            |
| Ide Schelling       | 6 février 1998    | Pays-Bas        | Bora-Hansgrohe                | 0     | 01/2024 - 12/2025 |                            |
| Rüdiger Selig       | 19 février 1989   | Allemagne       | Lotto Dstny                   | 0     | 01/2024 - 12/2024 |                            |
| Gleb Syritsa        | 14 avril 2000     |                 | Astana Qazaqstan              | 1     | 01/2023 - 12/2024 |                            |
| Harold Tejada       | 27 avril 1997     | Colombie        | Astana Qazaqstan              | 1     | 01/2020 - 12/2026 |                            |
| Santiago Umba       | 20 novembre 2002  | Colombie        | GW Shimano-Sidermec           | 0     | 01/2024 - 12/2024 |                            |
| Simone Velasco      | 2 décembre 1995   | Italie          | Astana Qazaqstan              | 0     | 01/2022 - 12/2025 |                            |
| Nicolas Vinokurov   | 7 juillet 2002    | Kazakhstan      | Astana Qazaqstan Development  | 2     | 01/2024 - 12/2025 |                            |
| Coureurs stagiaires |                   |                 |                               |       |                   |                            |
| Jesus Miguel Goyo   | 14 juillet 2004   | Venezuela       | MU Training - País de Futuro  | 0     | 08/2024 - 12/2024 |                            |
| Ivan Smirnov        | 14 janvier 1999   |                 | PC Baix Ebre                  | 2     | 08/2024 - 12/2024 |                            |
| Declan Trezise      | 20 juin 2002      | Australie       | ARA-Skip Capital              | 0     | 08/2024 - 12/2024 |                            |

### Encadrement technique
| Poste                          | Identité |
| ------------------------------ | --- |
| Manager général                | Alexandre Vinokourov |
| Directeur sportif              | Alexandr Shefer |
| Assistants directeurs sportifs | Alexandr Shushemoin, Bruno Cenghialta, Claudio Cucinotta, Dimitri Sedun, Dmitriy Fofonov, Giuseppe Martinelli, Mario Manzoni, Mark Renshaw, Sergueï Yakovlev, Stefano Zanini |

## Champions nationaux, continentaux et mondiaux
| Date            | Course                                                  | Maillot | Coureurs          | Pays       | Lieu         |
| --------------- | ------------------------------------------------------- | ------- | ----------------- | ---------- | ------------ |
| 6 juin 2024     | Championnat d'Asie du contre-la-montre par équipe mixte |         | Igor Chzhan       | Kazakhstan | Almaty       |
| 6 juin 2024     | Championnat d'Asie du contre-la-montre par équipe mixte |         | Yevgeniy Fedorov  | Kazakhstan | Almaty       |
| 6 juin 2024     | Championnat d'Asie du contre-la-montre par équipe mixte |         | Dmitriy Gruzdev   | Kazakhstan | Almaty       |
| 8 juin 2024     | Championnat d'Asie du contre-la-montre U23              |         | Nicolas Vinokurov | Kazakhstan | Almaty       |
| 9 juin 2024     | Championnat d'Asie du contre-la-montre                  |         | Yevgeniy Fedorov  | Kazakhstan | Almaty       |
| 19 juin 2024    | Championnat du Kazakhstan du contre-la-montre           |         | Dmitriy Gruzdev   | Kazakhstan | Taldykourgan |
| 23 juin 2024    | Championnat du Kazakhstan de cyclisme sur route         |         | Dmitriy Gruzdev   | Kazakhstan | Taldykourgan |
| 13 octobre 2024 | Championnat d'Afrique sur route                         |         | Henok Mulubrhan   | Kenya      | Eldoret      |

## Classement UCI par équipes
Le classement UCI par équipes se calcule en comptabilisant les points des 20 meilleurs coureurs de l'équipe. Ce classement est calculé avec les points acquis lors de l'année civile. Au terme d'une période de trois ans (2023-2025), les dix-huit meilleures équipes recevront une licence World Tour pour la prochaine période (2026-2028).
| Classement UCI (par équipes) au 20 octobre 2024 | Classement UCI (par équipes) au 20 octobre 2024 | Classement UCI (par équipes) au 20 octobre 2024 | Classement UCI (par équipes) au 20 octobre 2024 | Classement UCI (par équipes) au 20 octobre 2024 |
| #                                               | Équipe                                          | 2024                                            | Diff.                                           |                                                 |
| ----------------------------------------------- | ----------------------------------------------- | ----------------------------------------------- | ----------------------------------------------- | ----------------------------------------------- |
| 1                                               | UAE Team Emirates                               | 37407,60                                        | -                                               |                                                 |
| 2                                               | Team Visma-Lease a Bike                         | 20427,98                                        | 16979,62                                        |                                                 |
| 3                                               | Soudal Quick-Step                               | 18153,97                                        | 2274,01                                         |                                                 |
| 4                                               | Lidl-Trek                                       | 17989,00                                        | 164,97                                          |                                                 |
| 5                                               | Red Bull-Bora-Hansgrohe                         | 16894,33                                        | 1094,67                                         |                                                 |
| 6                                               | Decathlon AG2R La Mondiale                      | 15930,84                                        | 963,39                                          |                                                 |
| 7                                               | Ineos Grenadiers                                | 15547,97                                        | 382,87                                          |                                                 |
| 8                                               | Alpecin-Deceuninck                              | 15020,00                                        | 527,97                                          |                                                 |
| 9                                               | Lotto Dstny                                     | 12579,29                                        | 2440,71                                         |                                                 |
| 10                                              | Groupama-FDJ                                    | 12357,00                                        | 222,29                                          |                                                 |
| 11                                              | Israel-Premier Tech                             | 11723,33                                        | 633,67                                          |                                                 |
| 12                                              | EF Education-EasyPost                           | 11594,95                                        | 128,38                                          |                                                 |
| 13                                              | Movistar Team                                   | 10879,00                                        | 715,95                                          |                                                 |
| 14                                              | Jayco AlUla                                     | 10625,30                                        | 253,70                                          |                                                 |
| 15                                              | Intermarché-Wanty                               | 9915,00                                         | 710,30                                          |                                                 |
| 16                                              | Team dsm-firmenich PostNL                       | 9646,63                                         | 268,37                                          |                                                 |
| 17                                              | Bahrain Victorious                              | 9547,16                                         | 99,47                                           |                                                 |
| 18                                              | Uno-X Mobility                                  | 8938,67                                         | 608,49                                          |                                                 |
| 19                                              | Arkéa-B&B Hotels                                | 8735,00                                         | 203,67                                          |                                                 |
| 20                                              | Cofidis                                         | 7889,84                                         | 845,16                                          |                                                 |
| 21                                              | Astana Qazaqstan Team                           | 6563,24                                         | 1326,60                                         |                                                 |
| 22                                              | Tudor Pro Cycling Team                          | 5753,33                                         | 809,91                                          |                                                 |

| Liste des vingt coureurs marquant des points pour le classement UCI par équipes 2024. | Liste des vingt coureurs marquant des points pour le classement UCI par équipes 2024. | Liste des vingt coureurs marquant des points pour le classement UCI par équipes 2024. |
| #                                                                                     | Coureur                                                                               | Points                                                                                |
| ------------------------------------------------------------------------------------- | ------------------------------------------------------------------------------------- | ------------------------------------------------------------------------------------- |
| 1                                                                                     | Lorenzo Fortunato                                                                     | 652,00                                                                                |
| 2                                                                                     | Simone Velasco                                                                        | 646,00                                                                                |
| 3                                                                                     | Henok Mulubrhan                                                                       | 569,00                                                                                |
| 4                                                                                     | Alexey Lutsenko                                                                       | 549,43                                                                                |
| 5                                                                                     | Christian Scaroni                                                                     | 524,43                                                                                |
| 6                                                                                     | Harold Tejada                                                                         | 457,43                                                                                |
| 7                                                                                     | Max Kanter                                                                            | 403,00                                                                                |
| 8                                                                                     | Yevgeniy Fedorov                                                                      | 326,33                                                                                |
| 9                                                                                     | Cees Bol                                                                              | 245,00                                                                                |
| 10                                                                                    | Dmitriy Gruzdev                                                                       | 234,76                                                                                |
| 11                                                                                    | Mark Cavendish                                                                        | 232,00                                                                                |
| 12                                                                                    | Gleb Syritsa                                                                          | 228,00                                                                                |
| 13                                                                                    | Samuele Battistella                                                                   | 225,43                                                                                |
| 14                                                                                    | Davide Ballerini                                                                      | 205,00                                                                                |
| 15                                                                                    | Harold Martín López                                                                   | 202,00                                                                                |
| 16                                                                                    | Anthon Charmig                                                                        | 200,43                                                                                |
| 17                                                                                    | Gianmarco Garofoli                                                                    | 187,00                                                                                |
| 18                                                                                    | Nicolas Vinokurov                                                                     | 187,00                                                                                |
| 19                                                                                    | Gleb Brussenskiy                                                                      | 185,00                                                                                |
| 20                                                                                    | Alberto Bettiol                                                                       | 104,00                                                                                |
| TOTAL                                                                                 | TOTAL                                                                                 | 6563,24                                                                               |

| Classement UCI (par équipes) pour les années 2023 et 2024. | Classement UCI (par équipes) pour les années 2023 et 2024. | Classement UCI (par équipes) pour les années 2023 et 2024. | Classement UCI (par équipes) pour les années 2023 et 2024. | Classement UCI (par équipes) pour les années 2023 et 2024. | Classement UCI (par équipes) pour les années 2023 et 2024. |
| #                                                          | Équipe                                                     | 2023                                                       | 2024                                                       | Total                                                      | Diff.                                                      |
| ---------------------------------------------------------- | ---------------------------------------------------------- | ---------------------------------------------------------- | ---------------------------------------------------------- | ---------------------------------------------------------- | ---------------------------------------------------------- |
| 1                                                          | UAE Team Emirates                                          | 30963,18                                                   | 37407,60                                                   | 68370,78                                                   | -                                                          |
| 2                                                          | Team Visma-Lease a Bike                                    | 29654,45                                                   | 20427,98                                                   | 50082,43                                                   | 18288,35                                                   |
| 3                                                          | Soudal Quick-Step                                          | 18702,85                                                   | 18153,97                                                   | 36856,82                                                   | 13225,61                                                   |
| 4                                                          | Lidl-Trek                                                  | 16054,45                                                   | 17989,00                                                   | 34043,45                                                   | 2813,37                                                    |
| 5                                                          | Ineos Grenadiers                                           | 17760,93                                                   | 15547,97                                                   | 33308,90                                                   | 734,55                                                     |
| 6                                                          | Red Bull-Bora-Hansgrohe                                    | 13325,13                                                   | 16894,33                                                   | 30219,46                                                   | 3089,44                                                    |
| 7                                                          | Alpecin-Deceuninck                                         | 14519,25                                                   | 15020,00                                                   | 29539,25                                                   | 680,21                                                     |
| 8                                                          | Groupama-FDJ                                               | 14834,51                                                   | 12357,00                                                   | 27191,51                                                   | 2347,74                                                    |
| 9                                                          | Lotto Dstny                                                | 14112,83                                                   | 12579,29                                                   | 26692,12                                                   | 499,39                                                     |
| 10                                                         | Bahrain Victorious                                         | 15787,81                                                   | 9547,16                                                    | 25334,97                                                   | 1357,15                                                    |
| 11                                                         | Decathlon AG2R La Mondiale                                 | 9096,00                                                    | 15930,84                                                   | 25026,84                                                   | 308,13                                                     |
| 12                                                         | EF Education-EasyPost                                      | 11818,69                                                   | 11594,95                                                   | 23413,64                                                   | 1613,20                                                    |
| 13                                                         | Movistar Team                                              | 10989,53                                                   | 10879,00                                                   | 21868,53                                                   | 1545,11                                                    |
| 14                                                         | Israel-Premier Tech                                        | 10022,00                                                   | 11723,33                                                   | 21745,33                                                   | 123,20                                                     |
| 15                                                         | Jayco AlUla                                                | 10737,65                                                   | 10625,30                                                   | 21362,95                                                   | 382,38                                                     |
| 16                                                         | Intermarché-Wanty                                          | 10492,28                                                   | 9915,00                                                    | 20407,28                                                   | 955,67                                                     |
| 17                                                         | Team dsm-firmenich PostNL                                  | 9102,20                                                    | 9646,63                                                    | 18748,83                                                   | 1658,45                                                    |
| 18                                                         | Cofidis                                                    | 10437,41                                                   | 7889,84                                                    | 18327,25                                                   | 421,58                                                     |
| 19                                                         | Arkéa-B&B Hotels                                           | 7229,00                                                    | 8735,00                                                    | 15964,00                                                   | 2363,25                                                    |
| 20                                                         | Uno-X Mobility                                             | 6569,00                                                    | 8938,67                                                    | 15507,67                                                   | 456,33                                                     |
| 21                                                         | Astana Qazaqstan Team                                      | 7044,44                                                    | 6563,24                                                    | 13607,68                                                   | 1899,99                                                    |
| 22                                                         | TotalEnergies                                              | 5765,00                                                    | 4897,00                                                    | 10662,00                                                   | 2945,68                                                    |

## Classement UCI individuel en fin de saison
| 43  | Alberto Bettiol   | 1538,00 |
| 154 | Lorenzo Fortunato | 652,00  |
| 156 | Simone Velasco    | 646,00  |
| 180 | Henok Mulubrhan   | 569,00  |
| 187 | Alexey Lutsenko   | 549,43  |
| 196 | Christian Scaroni | 524,43  |
| 218 | Harold Tejada     | 457,43  |
| 234 | Max Kanter        | 403,00  |
| 279 | Yevgeniy Fedorov  | 326,33  |
| 357 | Cees Bol          | 245,00  |

| 370 | Dmitriy Gruzdev     | 234,76 |
| 377 | Mark Cavendish      | 232,00 |
| 386 | Gleb Syritsa        | 228,00 |
| 392 | Samuele Battistella | 225,43 |
| 422 | Davide Ballerini    | 205,00 |
| 428 | Harold Martín López | 202,00 |
| 432 | Anthon Charmig      | 200,43 |
| 456 | Gianmarco Garofoli  | 187,00 |
| 456 | Nicolas Vinokurov   | 187,00 |
| 462 | Gleb Brussenskiy    | 185,00 |

| 695  | Igor Chzhan     | 98,33 |
| 880  | Santiago Umba   | 68,00 |
| 1026 | Yevgeniy Gidich | 55,00 |
| 1326 | Vadim Pronskiy  | 35,00 |
| 1428 | Anton Kuzmin    | 30,00 |
| 1713 | Michele Gazzoli | 20,00 |
| 1713 | Ide Schelling   | 20,00 |
| 2393 | Rüdiger Selig   | 6,43  |
| 2478 | Michael Mørkøv  | 5,00  |
| 2721 | Daniil Marukhin | 3,00  |